# Gare d’Oderen
Gare d'Oderen – przystanek kolejowy w miejscowości Oderen, w departamencie Górny Ren, w regionie Grand Est, we Francji. Jest zarządzany przez SNCF i obsługiwany przez pociągi TER Grand Est.

## Położenie
Znajduje się na linii Lutterbach – Kruth, na km 30,680 między stacjami Fellering i Kruth, na wysokości 463 m n.p.m.

## Linie kolejowe
- Linia Lutterbach – Kruth